# William David Ross
William David Ross KBE (Thurso, Escòcia, 15 d'abril de 1877 - Oxford, 5 de maig de 1971) va ser un filòsof escocès, conegut pel seu treball en l'ètica. El seu treball més conegut és The Right and the Good (1930), i potser és més conegut per desenvolupar una forma de societat pluralista, deontològica de l'ètica intuïcionista en resposta de l'intuïcionisme de George Edward Moore. Ross també va criticar i va traduir diversos treballs d'Aristòtil i va escriure sobre la filosofia grega antiga. És reconegut per ambdues tasques.

## Obres
- 1908: Aristotle. Nichomachean Ethics, traduït per WD Ross, Oxford: Clarendon Press.1
- 1923: Aristotle
- 1924: Aristotle's Metaphysics
- 1927: The Basis of Objective Judgments in Ethics, International Journal of Ethics, 37: 113-127.
- 1930: The Right and the Good
- 1936: Aristotle's Physics
- 1939: Foundations of Ethics
- 1951: Plato's Theory of Ideas
- 1954: Kant's Ethical Theory